# Murodjon Ahmadaliyev
Murodjon Ahmadaliyev est un boxeur ouzbek né le 2 novembre 1994 à Namangan. 

## Carrière
Il remporte une médaille de bronze dans la catégorie des poids coqs aux Jeux olympiques d'été de 2016 à Rio de Janeiro en ne s'inclinant qu'en demi finale contre le cubain Robeisy Ramírez.
Passé dans les rangs professionnels en 2018, Ahmadaliyev devient champion du monde des poids super-coqs WBA et IBF le 30 janvier 2020 après sa victoire aux points contre Daniel Román. Il conserve son titre le 3 avril 2021 en battant par arrêt de l’arbitre au 5e round Ryosuke Iwasa ; le 19 novembre 2021 Jose Velasquez aux points et le 25 juin 2022 Ronny Rios par arrêt de l’arbitre au 12e round. Il est en revanche battu aux points le 8 avril 2023 par Marlon Tapales.

## Référence
1. ↑  (es) El cubano Robeisy Ramírez a la final de los 56 kilos del boxeo de Rio-2016 (rpctv.com)